# Odznaka Za wysługę lat
Odznaka „Za wysługę lat” – odznaczenie nadawane przez prezydium zarządu gminnego Związku Ochotniczych Straży Pożarnych RP osobom wykazującym się działalnością w OSP przez co najmniej dziesięć lat. Odznaka uzupełniana jest w cyklu początkowo dziesięcioletnim, a po 25 latach w cyklu pięcioletnim z oznaczeniem liczby lat działalności w OSP.
Odznaka jest jednostopniowa (z wymienną środkową tarczą przedstawiającą liczbę wysłużonych lat).

## Zasady nadawania
Odznakę „Za wysługę lat” Prezydium Zarządu Gminnego ZOSP RP nadaje:
- członkom Ochotniczych Straży Pożarnych
- członkom Młodzieżowych i Harcerskich Drużyn Pożarniczych
- z własnej inicjatywy lub na wniosek zarządu OSP

Osoba wyróżniona otrzymuje odznakę i legitymację, potwierdzającą jej nadanie.

## Opis odznaki
Odznaka „Za wysługę lat” jest wymienną, okrągłą tarczą o średnicy 24 mm, wykonaną z metalu koloru złotego, nakładaną na złotą podkładkę. U góry podkładki widnieje hełm strażacki a dołu nasada prądownicy. Tarcza umieszczona jest na tle dwóch skrzyżowanych toporków. Na otoku podkładki wieniec z liści laurowych szerokości 5 mm zwężający się do góry. Tarcza składa się z białego otoku o szerokości 4 mm z napisem złoconym: ZW. OCHOTN. STRAŻY POŻ. RP * ZA WYSŁUGĘ LAT *, oraz czerwonego środka z odchodzącymi odśrodkowo promieniami. Na tle promieni złocona liczba : X, XX, XXV, XXX, XXXV, 40, 45, 50, 55, 60, 65, 70, 75, 80. 
Odznaka nie posiada baretki oraz miniaturki.

## Sposób noszenia odznaki
Odznakę nosi się na klapie prawej, górnej kieszeni kurtki na wysokości guzika, na środku lewej połowy klapy,